# 吴庆云 (1925年)
吴庆云（1925年10月—2013年2月4日），男，回族，河北孟村人，中华人民共和国政治人物，中共陕西省委常委、统战部部长，陕西省民族事务委员会主任、党组书记，陕西社会主义学院院长，陕西省政协副主席、党组副书记。